# Detvan (opera)
Detvan (v češtině někdy uváděný jako Dětvan) je romantická lidová opera o třech dějstvích slovenského skladatele a fokloristy Viliama Figuše-Bystrého. Je považována za první slovenskou operu. Libreto podle známé stejnojmenné lyricko-epické básně Andreje Sládkoviče napsal Emil Boleslav Lukáč. Premiéru měla 1. dubna 1928 ve Slovenském národním divadle v Bratislavě.

## Vznik, charakteristika a historie díla
Operu Viliama Figuše-Bystrého Detvan (op. 64) lze označit za první slovenskou operu v tom smyslu, že jde o první operní dílo napsané na slovenský námět a text, předvedené na profesionálním jevišti. Po zřízení Slovenského národního divadla brzy po vzniku Československa vznikla poptávka po slovenských hudebně-dramatických dílech, dlouho se však žádné neobjevovalo. První uvedenou operou slovenského skladatele tak byl až Kovář Wieland Jána Levoslava Belly roku 1926, opera však vznikla téměř o půlstoletí dříve na starogermánský námět a německé libreto.
Viliam Figuš-Bystrý již před první světovou válkou, a zejména po svém návratu do rodné Banské Bystrice, sbíral, upravoval a vydával slovenské lidové písně. Na základě těchto zkušeností začal od roku 1922 pracovat na opeře využívající folkloristické prvky. Jako vhodný námět se ukázala známá epická báseň Andreje Sládkoviče, poprvé publikovaná roku 1853, pro svůj lidový a vlastenecký obsah i pro zakotvení ve skladateli důvěrně známé krajině Zvolenské župy.
Libretista Emil Boleslav Lukáč při úpravě Sládkovičova eposu udělal nutné dramatické změny: obohatil jej o řadu vedlejších postav, zejména exponovaného Martinova soka v lásce Ďuru, vypustil epizodu únosu Eleny zbojníky, rozšířil význam scény s prstenem a především změnil závěr, kdy se Martin namísto odvedení k vojsku (za svých podmínek) vrací zpět na Detvu. Přesto zůstal dílu do značné míry statický charakter původní básnické skladby.
Figuš-Bystrý využil při práci na opeře své znalosti lidové písně, a to i v přímých citacích. V opeře se objevuje devět původních lidových písní. V Detvanovi v operním orchestru také poprvé zazněla fujara.
Již dobová kritika však upozorňovala na zásadní nedostatky, které dílo má. Hlavní výtky shrnul kritik Ivan Ballo v drobné monografii vyšlé již roku 1928; například mladý skladatel Alexander Moyzes mínil, že Detvan „znamená proti [Bellovu] Kováři Wielandovi nesmírný ústupek a mnoho kroků zpět ve vývoji, nebo se ocitáme na škodné půdě diletantismu, nejžalostnějšího, přitom však nejrozkvetlejšího úkazu ve slovenské hudbě“. Figuš-Bystrý byl lyrik nejlépe se orientující v krátkých formách a technicky nezvládal vytvořit jednotné celovečerní dílo. Jednotlivá čísla – árie, duety, ansámbly, taneční čísla – jsou řazena mechanicky a nesourodě. Skladatel se pokoušel provázat dílo pamětnými motivy (celkem šest), které se však nerozvíjejí, jen v podstatě opakují. Lidové melodie nebo melodie je napodobující jsou přizpůsobeny klasicistně-romantickým hudebním postupům a nevyužívají například lydického a mixolydického modu, přestože právě ty jsou pro detvanské lidové písně typické. Melodie jsou rytmicky jednotvárné a vokální složka není výrazně řešena, většinou se úzce přimyká k instrumentální. Problémem je rovněž dosud nepřesná deklamace slovenského jazyka.
O uvedení opery přes její technické nedostatky se zasadil tehdejší provozovatel a šéfdirigent Slovenského národního divadla Oskar Nedbal, který se podílel i na jistých hudebních úpravách, mj. instrumentoval lidové tance v posledním dějství. Nedbal se také opery energicky zastal, když byla slovenskou kritikou poměrně tvrdě odsouzena. Jeho synovec a nástupce na šéfdirigentském postu v Bratislavě Karel Nedbal vyzdvihuje zejména etický význam díla: Detvan je pro něj „dílo až syrové primitivnosti, plné hrubých technických neobratností, ale vytrysklé z autorovy vnitřní potřeby vyjádřit svou lásku k rodné půdě, jejímu lidu a slovenským horám“. Karel Nedbal rovněž (poněkud přehnaně) připomíná, že jde o „dílo psané neumělou rukou samouka, který žil kdesi na slovenském venkově, daleko ode vší hudební kultury a neměl příležitost ověřovat své představy na praktických zkušenostech“.
Figuš-Bystrý již v roce 1929 na základě kritických připomínek operu přepracoval, zejména zkrátil a intonačně zjednodušil, a pořídil i nový klavírní výtah. Takto upravená opera byla uvedena poprvé již po jeho smrti v listopadu 1938.
V poválečné době byly běžně hrány úryvky z opery (předehra, tance), celou operu však uvedlo pouze roku 1975 Divadlo Jozefa Gregora Tajovského v Banské Bystrici. Početné hudební a dramatické úpravy, které provedl tehdejší dirigent divadla Koloman Čillík, dílu prospěly.
Postavení díla Figuše-Bystrého jako prvního pokusu o slovenskou národní operu je nyní uznáváno, za základní kámen pro vývoj slovenské opery je však považována až značně pozdější Suchoňova Krútňava.

## Osoby
- Martin Hudcovie – tenor
- Elena, jeho snoubenka – soprán
- Ďuro Krnáčovie – baryton
- Jano Zvalovie – tenor
- Fedor – tenor
- Kubo – Baryton
- Stacho, gajdoš – bas
- Bača – bas
- Matyáš, král – baryton
- Rozhoň, velmož – bas
- Starý pěvec – bas
- Dvořan – tenor
- Herald – tenor
- Čtyři kupci – tenory a basy
- Stařec – bas
- Slatinský gazda – tenor
- Tři drábové – tenor, baryton, bas
- Detvanská děvčata, valaši, trhovci, lid obojího pohlaví, velmoži, dvořané, pážata, vojáci

## Děj opery

### 1. dějství
(1. obraz – Na detvanské salaši) Schyluje se k večeru, děvčata se za zpěvu vracejí z práce na lukách a u starého bači, který vaří večeři, se scházejí pastevci. Martin Hudcovie zabill a přinesl krásného sokola a další mladíci, Ďuro Krnáčovie a Jano Zvalovie, se dohadují podle kroužku na ptákově noze, že je to lovecký sokol samotného krále Matyáše, který právě pobývá ve Zvolenu. Jano Martina varuje, aby se bál králova hněvu, pokud zjistí, že ulovil jeho sokola. Ďuro však má v úmyslu Martina králi udat. Je totiž zamilován do Martinovy snoubenky Eleny, a bude-li Martin uvězněn, zůstane děvče jemu.
(2. obraz – Jarmark ve Slatině) Na trhu se sejdou Martin s Elenou i Ďuro, který je pozoruje. Zavítá sem v honosném průvodu i král. Ďuro využije příležitosti a vyzradí králi, že jeho sokola zabil Martin. Matyáš se rozhněvá a káže svým ozbrojencům, aby mu Martina chytili a přivedli. Tomu se ale podaří prchnout poté, co se s Elenou domluví, že se setkají v Detvě.

### 2. dějství
(V Detvě před domem Eleniných rodičů, večer) Elena netrpělivě očekává Martina. Objeví se Ďuro a vnucuje se jí, ale dívka ho odmítá. Ďuro je přesvědčen, že čeká Martina; proto vyčkává v křoví, a když vidí přibližovat se muže ve vojenském oděvu, běží pro dráby. Příchozí je však přestrojený král Matyáš. Elena se mu zalíbí. Na jeho vyzvání zpívá dívka lidové písně a dostane za to od neznámého krásný prsten s příslibem, že jí splní každé přání. Po Matyášově odchodu se konečně objeví Martin. Sotva se však milenci stačí přivítat, vrací se Ďuro s dráby, kteří Martina zatknou a odvlečou do Zvolena.

### 3. dějství
(Síň na Zvolenském zámku) Královský dvůr hoduje a starý pěvec přitom přednáší hrdinské písně. Drábové předvádějí před krále Martina. Matyášovi se smělý mladík zalíbí a chce jej místo vězení potrestat tím, že jej zařadí do svého „černého pluku“, králova osobního vojska. Na hrad ale přišla i Elena a prosí krále o milost pro Martina. Matyáš si na pohledné venkovské děvče vzpomíná a snaží se ji oslnit nádherou tak, aby zůstala u jeho dvora. Elena se však zná jen k Martinovi. Rozzlobený král přikazuje odvést mladíka do vězení, ale v tom Elena v Matyášovi – podle zlaté hvězdy na králově hrudi – pozná cizince, kterému zpívala na Detvě písničky. Ukazuje mu tedy prsten a připomíná mu jeho slib. Matyáš je nucen dodržet královské slovo, propouští Martina a sám mladému páru dává strojit svatbu.